# جائزة فلسطين العالمية للآداب
جائزة فلسطين العالمية للآداب هي جائزة أدبية دولية تُمنح للأعمال الأدبية المتميزة التي تتناول القضية الفلسطينية، سواءً كانت من تأليف أدباء فلسطينيين أو غير فلسطينيين. أُطلقت لأول مرة في عام 2019، وتُمنح الجائزة للأعمال المنشورة باللغات المختلفة والتي تسهم في نشر الوعي حول القضية الفلسطينية ومظلومية الشعب الفلسطيني، خاصةً في ظل الاحتلال والشتات.

## الخلفية والأهداف
تهدف الجائزة إلى تشجيع الكتّاب والمفكرين من مختلف أنحاء العالم على معالجة القضية الفلسطينية في أعمالهم الأدبية، ودعم الإنتاج الثقافي الذي يعكس صمود ونضال الشعب الفلسطيني. كما تسعى إلى تكريم الإبداعات التي تفضح الاحتلال الإسرائيلي وتبرز البعد الإنساني والأخلاقي لنضال الفلسطينيين، من خلال وسائل أدبية مثل الرواية، القصة القصيرة، المقال الأدبي، أدب الأطفال، والشعر.

## التأسيس والتنظيم
تُدار الجائزة من قبل "الأمانة الدائمة لجائزة فلسطين العالمية للآداب"، وتُقام تحت إشراف عدد من المؤسسات الثقافية والداعمة للقضية الفلسطينية. وتضم لجنة التحكيم شخصيات أدبية وفكرية من مختلف الدول، تتولّى تقييم الأعمال المرشحة بناءً على معايير فنية ومضمونية، تقام كل سنتين. 

## الدورات
أُعلنت نتائج الدورة الأولى للجائزة في مايو 2023، وقد فاز فيها عدد من الكتّاب من بلدان مختلفة، منهم كتّاب من إيران، الجزائر، فلسطين، العراق، ولبنان. وشهدت الجائزة إقبالاً من كتّاب من أكثر من 20 دولة، ما يعكس انتشار التأثير الأدبي للقضية الفلسطينية عالميًا.

## فئات الجائزة
تشمل الجائزة عدة فئات، منها:
- **الرواية**
- **القصة القصيرة**
- **الشعر**
- **أدب الأطفال**
- **النصوص المسرحية**
- **الدراسات والنقد الأدبي**
- **الأعمال المترجمة**

## الفائزون
من أبرز الفائزين في الدورة الأولى:
- محمد علي آذرشب (إيران) – عن دراسات أدبية حول فلسطين.
- رانية مأمون (السودان) – عن أعمال روائية تناولت النكبة والشتات.
- جمال بن عمار الهنيدي (الجزائر) – عن مجموعة شعرية حول المقاومة.

## الأثر الثقافي
تمثل الجائزة منصة ثقافية عالمية لدعم الرواية الفلسطينية في وجه الرواية الصهيونية، كما تتيح فرصة للكتاب العالميين لتقديم إنتاج أدبي يعبر عن معاناة الشعب الفلسطيني وآماله. وقد نالت الجائزة تغطية إعلامية وثقافية واسعة في العالمين العربي والإسلامي.